# Heinrich IV. (Kastilien)

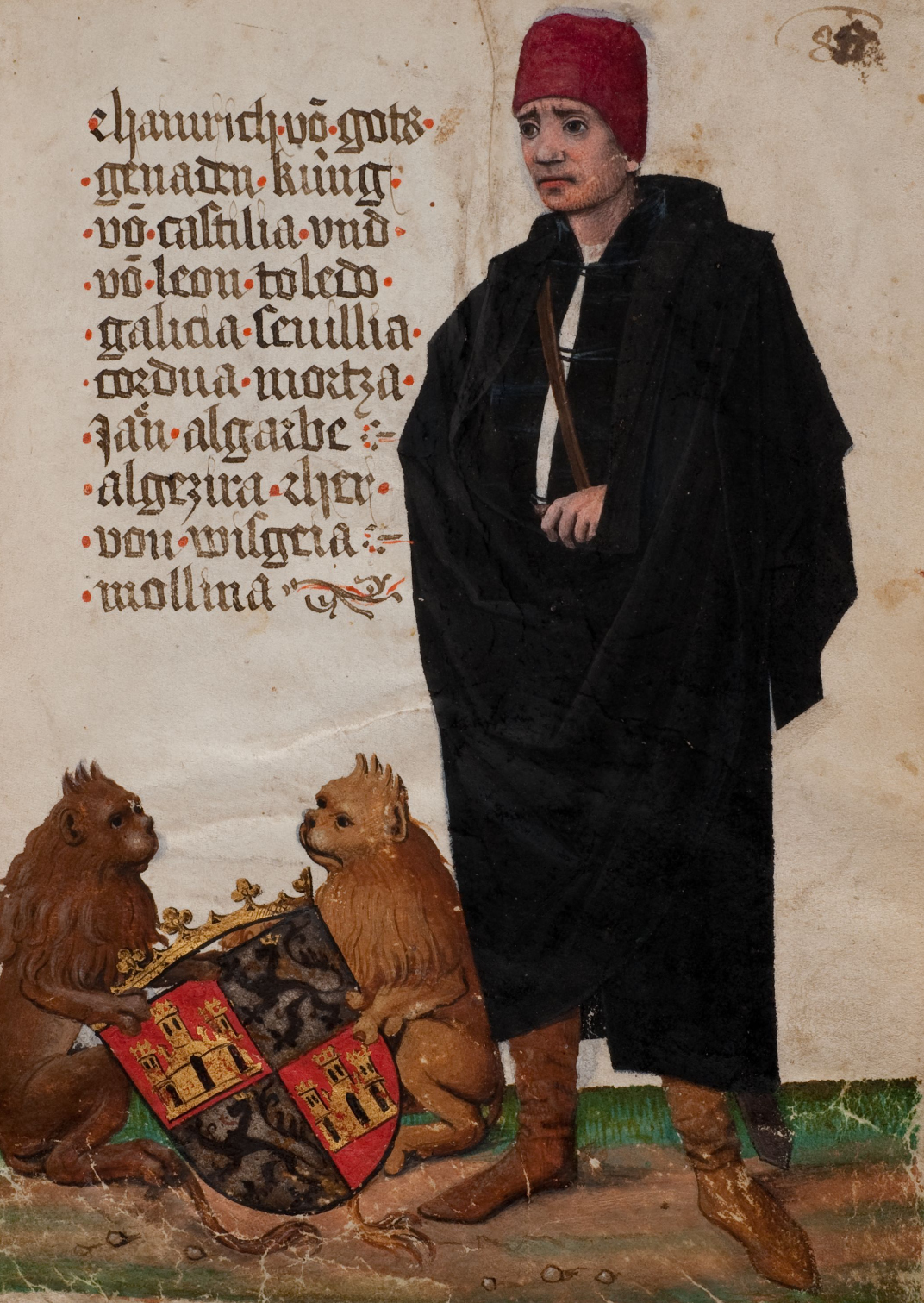
Enrique IV. el impotente

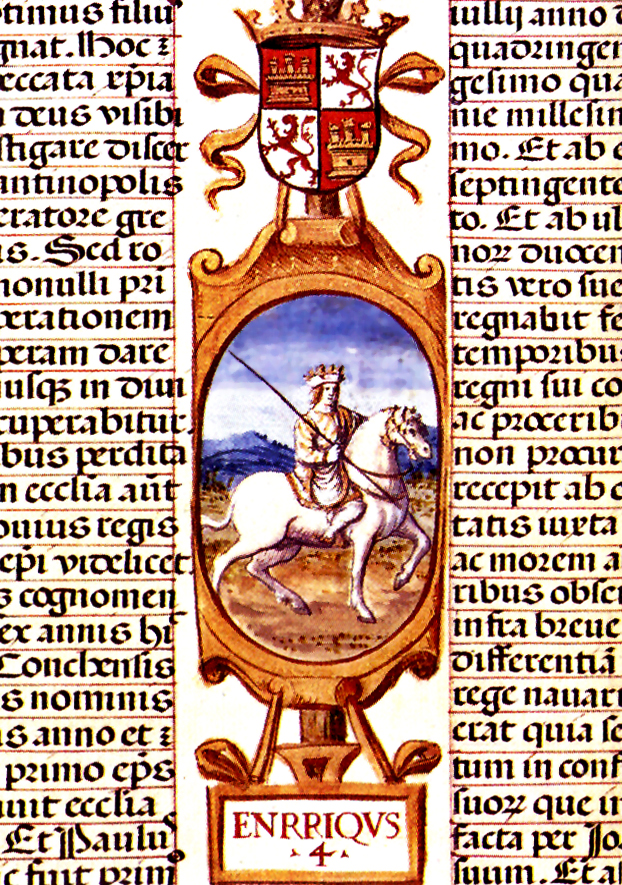
Heinrich IV. auf einer zeitgenössischen Miniatur

Heinrich IV. el impotente, der Unvermögende (* 5. Januar 1425 in Valladolid; † 11. Dezember 1474 in Madrid) war von 1454 bis 1474 König von Kastilien und León. Heinrich war der Sohn von Johann II. (1405–1454) aus dessen ersten Ehe mit Maria von Aragon (1396–1445), einer Tochter König Ferdinands I.

## Beschreibung
Sein Erscheinungsbild wird als wenig schmeichelhaft beschrieben: affenartig lange Beine und Arme sowie ausnehmend feminine Züge. Er galt als schwach, energielos und harmoniesüchtig. Man vermutet, dass Heinrich – wie schon sein Vater Johann II. – homosexuell war. Seinerzeit gab es viele Gerüchte und Kritik wegen seiner Liebesspiele mit Männern, wie z. B. mit Juan Pacheco oder Gómez de Cáceres; einige flohen sogar vom Hof, um den Annäherungsversuchen des Königs zu entkommen, wie etwa Miguel de Lucas oder Francisco Valdés. Die Hofkritik geißelte die Ausschweifungen, wobei unklar ist, ob diese Beschuldigungen sich an stereotypen Topoi orientierten oder Fakten berichteten.

## Regierung
Wahrscheinlich bereits beim Regierungsantritt machte er Bischof Alonso de Fonseca I. zu seinem Berater; dieser schloss auch seine zweite Ehe mit Johanna von Portugal. Während seiner Regierung schaffte Heinrich es nicht, eine starke Zentralgewalt herzustellen; der Adel nutzte diese Gelegenheit zum Machtgewinn. Heinrich versuchte, seine 1462 geborene Tochter Juana la Beltraneja aus seiner zweiten Ehe, deren Vaterschaft er nie beweisen konnte, als Erbin durchzusetzen. Nach mehrjährigem Bürgerkrieg zwang ihn der Adel im Jahr 1468, seine zweite Ehe mit Johanna von Portugal für ungültig zu erklären, da kein päpstlicher Dispens vorlag, und seine ungeliebte Halbschwester Isabella als Erbin anzuerkennen. Heinrich starb im Jahr 1474; seine Halbschwester folgte ihm als Isabella I. von Kastilien auf dem Thron nach.

## Ehen und Nachkommen
In erster Ehe war Heinrich mit Blanka von Aragón (* 1424; † 1464), Tochter Johann II. von Aragón, verheiratet. Die Ehe wurde nicht vollzogen, was ihm den Beinamen der Impotente eintrug; im Jahr 1453 wurde sie von Papst Nikolaus V. aufgelöst.
In zweiter Ehe heiratete er Johanna von Portugal (* März 1439; † 13. Juni 1475), Tochter Eduards I. von Portugal. Mit ihr hatte er eine Tochter – Johanna von Kastilien (* 1462; † 1530) ⚭ Alfons V. von Portugal. Die Vaterschaft Heinrichs blieb allerdings ungeklärt; da Johanna von Portugal eine Affäre mit Beltrán de la Cueva, einem kastilischen Adligen hatte, wurde dieser als Vater vermutet, was der Tochter Johanna den Beinamen La Beltraneja eintrug.
| Ahnentafel Heinrich IV. von Kastilien        | Ahnentafel Heinrich IV. von Kastilien                                              | Ahnentafel Heinrich IV. von Kastilien                                              | Ahnentafel Heinrich IV. von Kastilien                                                      | Ahnentafel Heinrich IV. von Kastilien                                                      | Ahnentafel Heinrich IV. von Kastilien                                                   | Ahnentafel Heinrich IV. von Kastilien                                                   | Ahnentafel Heinrich IV. von Kastilien                                                   | Ahnentafel Heinrich IV. von Kastilien                                                   |
| -------------------------------------------- | ---------------------------------------------------------------------------------- | ---------------------------------------------------------------------------------- | ------------------------------------------------------------------------------------------ | ------------------------------------------------------------------------------------------ | --------------------------------------------------------------------------------------- | --------------------------------------------------------------------------------------- | --------------------------------------------------------------------------------------- | --------------------------------------------------------------------------------------- |
| Urgroßeltern                                 | Johann I. von Kastilien (1358–1390) ⚭ 1375 Leonore von Aragonien (1358–1382)       | Johann I. von Kastilien (1358–1390) ⚭ 1375 Leonore von Aragonien (1358–1382)       | John of Gaunt, 1. Duke of Lancaster (1340–1399) ⚭ 1371 Konstanze von Kastilien (1354–1394) | John of Gaunt, 1. Duke of Lancaster (1340–1399) ⚭ 1371 Konstanze von Kastilien (1354–1394) | Johann I. von Kastilien (1358–1390) ⚭ 1375 Leonore von Aragonien (1358–1382)            | Johann I. von Kastilien (1358–1390) ⚭ 1375 Leonore von Aragonien (1358–1382)            | Sancho von Kastilien (1342–1374) ⚭ 1373 Beatrix von Portugal (1347–1381)                | Sancho von Kastilien (1342–1374) ⚭ 1373 Beatrix von Portugal (1347–1381)                |
| Großeltern                                   | Heinrich III. von Kastilien (1379–1406) ⚭ 1388 Katharina von Lancaster (1373–1418) | Heinrich III. von Kastilien (1379–1406) ⚭ 1388 Katharina von Lancaster (1373–1418) | Heinrich III. von Kastilien (1379–1406) ⚭ 1388 Katharina von Lancaster (1373–1418)         | Heinrich III. von Kastilien (1379–1406) ⚭ 1388 Katharina von Lancaster (1373–1418)         | Ferdinand I. von Aragonien (1380–1416) ⚭ 1394 Eleonore Urraca von Kastilien (1374–1435) | Ferdinand I. von Aragonien (1380–1416) ⚭ 1394 Eleonore Urraca von Kastilien (1374–1435) | Ferdinand I. von Aragonien (1380–1416) ⚭ 1394 Eleonore Urraca von Kastilien (1374–1435) | Ferdinand I. von Aragonien (1380–1416) ⚭ 1394 Eleonore Urraca von Kastilien (1374–1435) |
| Eltern                                       | Johann II. von Kastilien (1405–1454) ⚭ 1420 Maria von Aragonien (1403–1445)        | Johann II. von Kastilien (1405–1454) ⚭ 1420 Maria von Aragonien (1403–1445)        | Johann II. von Kastilien (1405–1454) ⚭ 1420 Maria von Aragonien (1403–1445)                | Johann II. von Kastilien (1405–1454) ⚭ 1420 Maria von Aragonien (1403–1445)                | Johann II. von Kastilien (1405–1454) ⚭ 1420 Maria von Aragonien (1403–1445)             | Johann II. von Kastilien (1405–1454) ⚭ 1420 Maria von Aragonien (1403–1445)             | Johann II. von Kastilien (1405–1454) ⚭ 1420 Maria von Aragonien (1403–1445)             | Johann II. von Kastilien (1405–1454) ⚭ 1420 Maria von Aragonien (1403–1445)             |
| Heinrich IV. (1425–1474) König von Kastilien |                                                                                    |                                                                                    |                                                                                            |                                                                                            |                                                                                         |                                                                                         |                                                                                         |                                                                                         |